# 张子洁
张子洁，地方教会同工、青岛教会长老。
1935年1月，张子洁受倪柝声的差遣，来到青岛无棣一路1號，建立青岛地方教会。信徒人数增加，聚会处容纳不下。张子洁亦赴山东各地，加强教会。
1941年底，太平洋战争爆发，日军查封了青岛有英、美差会背景的教堂，青岛教会因与外国差会无关而照常聚会。1942年，信徒陈子万（阳本印染厂董事）捐建了龙山路4号聚会所。占地面积1,324平方米，建筑面积750平方米，可容信徒1,500人聚会。但是不久因青岛教会拒绝参加日籍牧师山村好美组建的“华北基督教团青岛分团”，而被日军强令停止聚会。
1945年日本投降，青岛教会恢复聚会。1948年，张子洁参加了倪柝声在福建鼓岭举办的同工长老训练。回到青岛以后，从1949年春节开始，张子洁带领青岛教会全体传福音，信徒迅速由300余人增至4,000人，除了龙山路4号聚会所以外，还分为20个家聚会。
1950年，青岛教会成为山东、河南、陕西、甘肃、新疆工作区的中心教会，部分信徒全家移民兰州、包头、西安等地。
1951年3月，张子洁邀请上海的自由布道家顾仁恩来青岛，在龙山路4号聚会所布道，顾仁恩因“散布反动言论”和“驱病赶鬼”被逮捕。同年，在土改运动中，青岛教会1,500余名信徒参加签名，上书毛泽东主席和福建省人民政府，要求保留福州鼓岭“执事之家”的土地。6月，青岛教会参加青岛市基督教“三自”运动筹备委员会。年底，张子洁长老、张世平以“反革命罪”被捕。青岛教会的聚会人数锐减。张天人继续负责青岛教会，经过先后二次退出“三自”，终于因“爱国教徒的帮助”和“政府的感召”而公开认错，第三次参加了这一组织。